# Tỉnh Pennsylvania
Tỉnh Pennsylvania, còn được người Mỹ biết đến nhiều hơn với tên gọi Thuộc địa Pennsylvania, là một thuộc địa ở Bắc Mỹ được vua Charles II của Anh cấp cho William Penn vào ngày 4 tháng 3 năm 1681. Pennsylvania có được cái tên như thế là từ tên cha của William Penn và từ Latin sylvania có nghĩa là "rừng". Như vậy cái tên Pennsylvania có nghĩa là "Rừng Penn".

## Thành lập
William Penn tiếp nhận thuộc địa này như là tiền nợ 16.000 bảng Anh mà Charles II đã thiếu cha của ông, một anh hùng hải quân tên là Sir William Penn. Việc thành lập thuộc địa này cũng đã giải quyết được vấn đề của "Hội bạn bè" (Society of Friends) đang pháp triển hay phong trào "Quaker" tại Anh mà đã gây cho Anh Giáo nhiều phen sượng sùng. Trong lúc vẫn còn ở tại Anh, Penn đã soạn thảo ra cơ cấu đầu tiên của chính phủ thuộc địa của ông và hứa một số quyền lợi cho công dân của thuộc địa.
Là một trong các thuộc địa nằm ở giữa, Pennsylvania là một thuộc địa tư hữu. Không như các thuộc địa tư hữu khác, thế của nó do Nghị viện Vương quốc Anh giám sát. Thuộc địa được phân giới bởi đường vĩ tuyến 42 độ ở miền nam và 39 độ ở miền bắc và cách bởi Sông Delaware phía đông và độ rộng từ đông sang tây là 5 độ kinh tuyến  Lưu trữ ngày 22 tháng 8 năm 2008 tại Wayback Machine. Nó có biên giới với các thuộc địa New York, Maryland và New Jersey. Ba quận của Thuộc địa Delaware, bị Hà Lan chiếm, được công tước của York chuyển nhượng sang cho William Penn vào năm 1682 nhưng tồn tại như một vùng riêng biệt vào năm 1704  Lưu trữ ngày 3 tháng 9 năm 2012 tại Wayback Machine.
Thống đốc đầu tiên là William Markham, một người họ hàng của Penn.

## Tự do tôn giáo và thịnh vượng

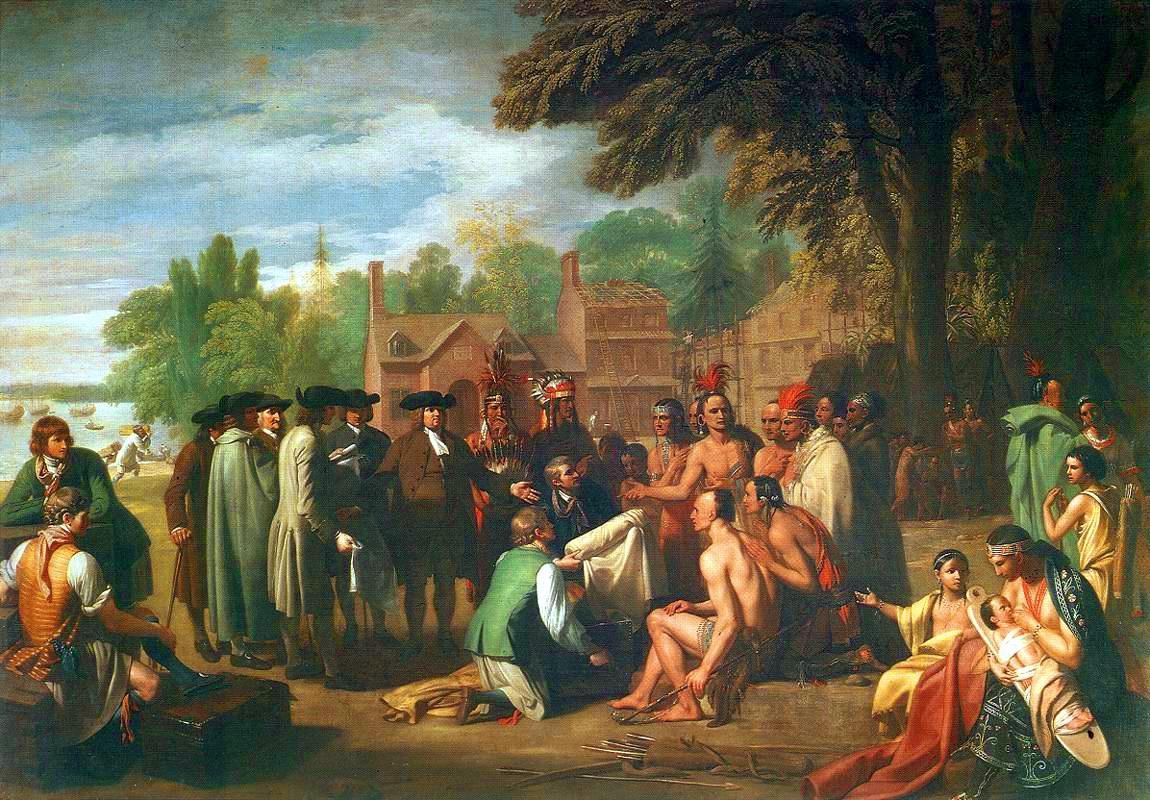
Tranh của Benjamin West vẽ năm 1771 mô tả hiệp ước 1682 của William Penn với bộ lạc Lenape

William Penn và những người cùng đạo Quaker với ông đã khắc sâu những giá trị tôn giáo của họ trên chính phủ Pennsylvania. Trong số đó, niềm tin cấp tiến nhất là tự do tôn giáo cho mọi người cũng như đối xử công bằng với người bản thổ Mỹ. Sự nhường nhịn hài hòa này dẫn đến các mối quan hệ khá lành mạnh với các bộ lạc bản xứ địa phương (phần lớn là bộ lạc Lenape và Susquehanna) hơn đa số các thuộc địa khá. Nó cũng khuyến khích sự phát triển nhanh của thành phố Philadelphia thành thành phố quan trọng nhất của Mỹ cũng như của vùng phía trong xa biển của Xứ Pennsylvania thuộc Hà Lan nơi những người tỵ nạn chính trị và tôn giáo người Đức sống sung túc trên vùng đất phì nhiêu và tràn đầy khí thế sáng tạo văn hóa. Trong số các nhóm đầu tiên là người Mennonites đã thành lập Phố Đức năm 1683. Khu định cư Northkill Amish thành lập năm 1740 được xem là khu định cư đầu tiên của người Amish tại châu Mỹ.
Năm 1737, Thuộc địa này đã trao đổi thiện chí chính trị với người bản xứ Lenape để lấy thêm đất. Những người điều hành thuộc địa tuyên bố rằng họ đã có giấy chuyển nhượng đất đai hồi thập niên 1680. Trong giấy chuyển nhượng này, người Lenape-Delaware đã hứa bán một phần đất bắt đầu giữa nơi hợp lưu của Sông Delaware và Sông Lehigh (gần Wrightstown, Pennsylvania ngày nay) "xa tận phía tây như một người có thể đi bộ trong một ngày rưởi". Việc mua bán này đã được biết đến như Vụ mua bán Đi bộ. Mặc dầu chứng từ này rất có thể là giả mạo, người Lenape đã không nhận biết được điều này. Thư ký tỉnh là James Logan đã khởi động một kế hoạch nhằm giành lấy càng nhiều đất như họ có thể lấy được. Ông đã mướn ba người chạy đua nhanh nhất trong thuộc địa để chạy hết vùng đất mua này. Chỉ có một người thật sự hoàn thành "cuộc đi bộ", vượt qua một con số đáng ngạc nhiên là 70 dặm Anh (113 km). Điều này giúp cho Penns lấy được 1.200.000 mẫu Anh (4.860 km²) đất. Vùng đất này hiện nay là Đông bắc Pennsylvania. Vùng đất mua này bao trùm tất cả hoặc một phần đất mà hiện nay là các quận Pike, Monroe, Carbon, Schuylkill, Northampton, Lehigh và quận Bucks, Pennsylvania. Bộ lạc Lenape tribe đã chống đối 19 năm tiếp theo để đòi hủy bỏ hiệp ước nhưng không thành. Bộ lạc Lenape-Delaware bị cưỡng bức rút vào thung lũng Shamokin và Wyoming nơi quá chật chội vì có nhiều bộ lạc khác di tản về đây.
1751 là năm thuận lợi cho thuộc địa này. Bệnh viện Pennsylvania, bệnh viện đầu tiên tại các thuộc địa châu Mỹ thuộc Anh, và Học viện và Cao đẳng Philadelphia, tiền thân của Đại học Pennsylvania mở cửa.
Mặc dù người theo giáo phái Quaker chống đối chế độ nô lệ, những người thực dân đã đưa khoảng 4.000 nô lệ vào Pennsylvania cho đến thời điểm năm 1730. Đạo luật từng giải đoạn hủy bỏ chế độ nô lệ năm 1780 là một luật giải phóng nô lệ đầu tiên tại các thuộc địa mà sau này trở thành Hoa Kỳ. Điều tra dân số năm 1790 cho thấy rằng con số người Mỹ gốc Phi đã gia tăng khoảng 10.000 trong đó có khoảng 6.300 đã được tự do.

## Sự nổi lên của nguồn cảm hứng cách mạng
Tuy nhiên, khi thuộc địa phát triển thì người thực dân và các lực lượng quân sự của Anh càng trở nên xung đột với người bản thổ trong phân nửa phía tây của tiểu quốc này. Với Chiến tranh với Pháp và người da đỏ gần như chấm dứt và Chiến tranh Pontiac đang bắt đầu thì Tuyên ngôn Hoàng gia 1763 ra đời và cấm thuộc địa hóa bên ngoài Dãy núi Appalachian. Tuyên ngôn này có ảnh hưởng đến người Pennsylvania và người Virginia nhiều nhất vì họ đang nỗ lực chạy đua về những vùng đất phì nhiêu quanh Đồn Pitt. Có các cuộc chiến đã xảy ra giữa người thực dân và người bản thổ Mỹ và giữa người thực dân và người thực dân: năm 1774, Thẩm phán Arthur St. Clair đã ra lệnh bắt giam viên sĩ quan lãnh đạo quân đoàn Virginia đối đầu với những người định cư trung thành với Pennsylvania.
Cảm hứng cách mạng dâng cao trong những người Pennsylvania cùng với vị trí ưu việt của Philadelphia đã biến thành phố thành một nơi chọn lựa tự nhiên cho các cuộc hội thảo của Quốc hội Lục địa. Đây là một hành động hợp tác đầu tiên tiến tới việc tuyên bố độc lập. Việc các nhà cách mạng dân cử cho ra đời Hiến pháp Pennsylvania năm 1776 đã kết thúc lịch sử thuộc địa và đây là việc mở đầu lịch sử của Hoa Kỳ.

## Những người Pennsylvania thực dân nổi tiếng
- Benjamin Franklin dời đến Philadelphia lúc 17 tuổi vào năm 1723; trong những năm sau đó, ông là một công dân nổi tiếng của Pennsylvania. Trong số những thành tựu là việc thành lập Học viện và Cao đẳng Philadelphia năm 1751. Trường này là tiền thân của Đại học Pennsylvania.
- Thomas McKean được sinh ra tại New London, Pennsylvania. Ông là một sĩ quan trong Quân đội Lục địa trong suốt thời gian Cách mạng Mỹ, một người ký tên trong bản Tuyên ngôn Độc lập Hoa Kỳ, chủ tịch thứ nhì của Quốc hội Hoa Kỳ dưới Các điều khoản Hợp bang, Quyền tổng thống của Delaware, và Thẩm phán trưởng và Thống đốc Pennsylvania.
- Gouverneur Morris, một trong những đầu óc lãnh đạo của Cách mạng Mỹ sống ở Thành phố New York trong suốt thời kỳ thuộc địa nhưng đã di chuyển về Philadelphia để làm việc với vai trò một luật sư và nhà buôn trong cuộc cách mạng.
- Robert Morris, di chuyển đến Philadelphia khoảng năm 1749 lúc 14 tuổi. Ông được biết như là nhà tài chính của cuộc cách mạng vì vai trò của ông trong việc nhận trợ giúp tài chính cho phe thuộc địa Mỹ trong Chiến tranh Cách mạng. Năm 1921, Đại học Robert Morris được thành lập và mang tên của ông.
- Thomas Paine di cư đến Philadelphia năm 1774 theo lời hối thúc của Benjamin Franklin. Bài tiểu luận của ông Ý nghĩa Thông thường được xuất bản năm 1776 được coi như lời tranh luận có ảnh hưởng và lừng danh nhất đối với cuộc cách mạng. Ông cũng là người đầu tiên đi đầu phổ biến cụm từ "United States of America" tức là Hợp chúng quốc Mỹ.
- William Penn, người sáng lập ra thuộc địa
- Arthur St. Clair di chuyển đến Thung lũng Ligonier, Pennsylvania năm 1764. Ông phục vụ với vai trò một thẩm phán trong Pennsylvania thời thuộc địa, một vị tướng quân trong Quân đội Lục địa, và là một chủ tịch Quốc hội Lục địa dưới Các điều khoản Hợp bang.
- James Wilson di chuyển đến Philadelphia năm 1765 và trở thành một luật sư; ông ký tên vào Tuyên ngôn Độc lập, viết hoặc làm việc trên nhiều trong số các thỏa hiệp khó nhất trong Hiến pháp Hoa Kỳ.